# ペ・ユナ
ペ・ユナ（ハングル: 배유나、1989年11月30日 - ）は、韓国の女子バレーボール選手。韓国代表。

## 来歴
2004年アジアユース選手権（2位）、2005年世界ユース選手権（5位）に出場。高校2年生であった2006年に韓国代表に選出される。2007年に韓日電算女子高校卒業後、GSカルテックスに入団した。
2016年、韓国道路公社ハイパスに移籍した。

## 球歴
- 三大大会
  - オリンピック - 2016年
  - 世界選手権 - 2006年（13位）
  - ワールドカップ - 2007年（8位）
- その他大会
  - ワールドグランプリ - 2006年（9位）

## 所属クラブ
- GSカルテックス・ソウルKIXX （2007-2016年）
- 韓国道路公社ハイパス （2016年-）

## 受賞歴
- 2008年 - 2007-2008 Vリーグ 新人賞
- 2018年 - 2017-2018 Vリーグ ベスト7（ミドルブロッカー）
- 2023年 - 2022-2023 Vリーグ ベスト7（ミドルブロッカー）